# Миколаевский, Адам
Адам Миколаевский (пол. Adam Mikołajewski; 24 декабря 1899 — 27 декабря 1952) — польский актёр театра и кино, также театральный режиссёр.

## Биография
Адам Миколаевский родился в Ново-Радомске (теперь Радомско). Образование получил на историческом факультете Варшавского университета. Дебютировал в театре в 1922 году. Актёр театров в Варшаве, Вильнюсе, Лодзи, Катовице, Сосновеце и Гродно. Выступал в спектаклях «театра телевидения» в 1959—1975 годах. Умер в Варшаве.

## Избранная фильмография
- 1946 — В крестьянские руки / W chłopskie ręce
- 1946 — Запрещённые песенки / Zakazane piosenki
- 1947 — Светлые нивы / Jasne Łany
- 1948 — Моё сокровище / Skarb
- 1949 — Дом на пустыре / Dom na pustkowiu
- 1950 — Первый старт / Pierwszy start
- 1952 — Первые дни / Pierwsze dni
- 1953 — Приключение на Мариенштате / Przygoda na Mariensztacie